# Benjamin Kirsten
Benjamin „Benny“ Kirsten (* 2. Juni 1987 in Riesa, DDR) ist ein ehemaliger deutscher Fußballtorhüter.

## Spielerkarriere
Nachdem sein Vater Ulf im Sommer 1990 von der SG Dynamo Dresden zu Bayer 04 Leverkusen gewechselt war, wuchs Kirsten zunächst in Leverkusen und dann im rheinischen Bergisch Gladbach auf und durchlief fortan alle Nachwuchsmannschaften des „Werksclubs“. Während seiner Zeit bei der B-Jugend des Klubs zog Kirsten es in Erwägung, mit dem Fußball aufzuhören, da der Torwarttrainer von Leverkusen, Rüdiger Vollborn, meinte, dass er „es niemals in einen Kader eines Viertligisten schaffen werde“, wovon ihm aber der damalige Jugendleiter Michael Reschke abriet.
Im Sommer 2006 wurde er, entgegen Erwartungen vieler, in den Kader der zweiten Mannschaft von Bayer Leverkusen, die von seinem Vater trainiert wurde, übernommen. Er lief zweimal in der Regionalliga für die Mannschaft auf.
Da sein Vater ihm geraten hatte, „es mal alleine zu probieren“, wechselte Kirsten in der Rückrunde der Saison 2007/08 zum Oberligisten SV Waldhof Mannheim. Er erhielt die Rückennummer 32, blieb als Back-up für Daniel Tsiflidis jedoch ohne Einsatz. Nachdem er nicht mal das Ende seiner Karriere ausschloss, wechselte er zur Saison 2008/09 zum Drittligisten Dynamo Dresden. Da er zunächst nur für die zweite Mannschaft eingeplant war, ließ sich Kirsten im Verein parallel zum Sport- und Fitnesskaufmann ausbilden.
Dennoch gab er am 2. Mai 2009 (34. Spieltag) bei der 0:1-Auswärtsniederlage gegen Fortuna Düsseldorf sein Profidebüt. Im Juni 2009 gewann Kirsten mit der zweiten Mannschaft von Dynamo Dresden den Sachsenpokal. Nach diesem Finale wurde er für zwei Monate gesperrt, weil er nach dem Schlusspfiff ein bengalisches Feuer angezündet hatte. Kirsten wurde in der ersten Mannschaft grundsätzlich als Torhüter eingesetzt, spielte jedoch zeitweilig in der zweiten Mannschaft auch als Stürmer.
Am 25. Spieltag der Saison 2010/11 wurde Kirsten vom Trainer Matthias Maucksch zum Stammtorhüter der ersten Mannschaft befördert und ersetzte damit die bisherige Nummer eins Axel Keller. In den verbleibenden 14 Partien kassierte Kirsten in sieben Spielen kein Tor und trug dadurch dazu bei, dass Dynamo Dresden am Ende der Spielzeit den dritten Tabellenplatz erreichte und nach dem Sieg in den Relegationsspielen über den VfL Osnabrück in die 2. Bundesliga aufstieg. Aufgrund dessen verlängerte der Verein im Juli 2011 Kirstens zum Saisonende auslaufenden Vertrag um zwei weitere Jahre bis 2013.
Nachdem er am Beginn der Saison 2011/12 aufgrund einer Schambeinentzündung für längere Zeit ausgefallen war und seinen Stammplatz verloren hatte, profitierte Kirsten im Saisonverlauf selbst von den Verletzungen seiner Konkurrenten Dennis Eilhoff und Wolfgang Hesl. Ab dem 22. Spieltag war er wieder Stammtorwart und blieb in den restlichen zwölf Saisonspielen fünfmal ohne Gegentreffer. Am 9. August 2012 wurde Kirstens Vertrag vorzeitig um zwei weitere Jahre bis 2015 verlängert. Auch in der Saison 2012/13 konnte Kirsten seinen Stammplatz gegen den neuverpflichteten Keeper Florian Fromlowitz verteidigen. Dabei wurde er vom Kicker-Sportmagazin zum notenbesten Zweitligaspieler gekürt. Des Weiteren zeichnete sich Kirsten im Saisonverlauf als „Elfmeterkiller“ aus und hielt insgesamt fünf von sieben Strafstößen.
In der Hinrunde der Saison 2013/14 konnte er seinen Stammplatz gegenüber Fromlowitz und dem neuverpflichteten Nico-Stéphàno Pellatz behaupten. Gegen Ende der Hinrunde fiel Kirsten jedoch durch häufige Fehler auf, sodass er zu Beginn der Rückrunde durch Markus Scholz ersetzt wurde. Nach dessen Handverletzung Mitte März 2014 kehrte er wieder in das Tor der Dresdner zurück und zeigte fortan wieder gute Leistungen. Dennoch stieg man am Ende der Saison nach einer 2:3-Niederlage gegen den direkten Abstiegskonkurrenten Arminia Bielefeld am 34. Spieltag ab.
Am 30. August 2014 (7. Spieltag) absolvierte Kirsten beim 2:0-Sieg gegen den SV Wehen Wiesbaden sein 100. Ligaspiel für Dynamo Dresden. Am 22. April 2015 gaben er und der Verein bekannt, dass sein nach der Saison 2014/15 auslaufender Vertrag nicht verlängert würde. Am letzten Spieltag am 23. Mai 2015 beim 2:1-Sieg gegen den FC Hansa Rostock absolvierte er sein letztes Spiel für Dynamo Dresden. Danach war er zunächst vereinslos. Ende August 2015 gab der niederländische Erstligist NEC Nijmegen die Verpflichtung von Kirsten für ein halbes Jahr bekannt. Dieses Engagement endete etwa vier Wochen vor Vertragsende durch Vertragsauflösung von Seiten Nijmegens. Begründung hierfür war ein „Vertrauensbruch“, da Kirsten mit einer Knieoperation nicht bis nach Vertragsende gewartet hatte.
Mitte November unterzeichnete er einen bis 30. Juni 2017 gültigen Kontrakt beim Viertligisten 1. FC Lokomotive Leipzig. Im Mai 2017 verlängerte er um ein weiteres Jahr bis zum Ende der Saison 2017/18. Im Sommer 2020 verließ er nach vier Jahren und 61 Spielen Lok Leipzig und ist seitdem vereinslos.
Nach einer Meniskus-Transplantation im Sommer 2020 gelang es ihm in den folgenden Monaten nicht mehr, aufs Spielfeld zurückzukehren, sodass er am 21. Juni 2021 sein Karriereende verkündete.

## Trainerkarriere
Bereits zu seiner Zeit bei Bayer 04 Leverkusen war Benjamin Kirsten Trainer der U-11-Nachwuchstorhüter. Schon hier wurde ihm ein guter Umgang mit Kindern und Jugendlichen bescheinigt. Nach seinem Wechsel zu Dynamo Dresden im Juli 2008 trainierte er fortan die Jugendtorhüter der Dresdner.
Im Februar 2016 gab Benjamin Kirsten die Gründung einer Torwart-Schule zusammen mit Thomas Köhler bekannt.
Ab der Saison 2021/22 wird er das Torwarttrainer-Team seines langjährigen Klubs Dynamo Dresden unterstützen.

## Erfolge
- Aufstieg in die 2. Bundesliga: 2011
- Sachsenpokalsieger: 2009 (Dynamo Dresden II)
- Meisterschaft in der Sachsenliga und Aufstieg in die Oberliga Nordost: 2009 (Dynamo Dresden II)

## Privates
Er ist der Sohn des ehemaligen Nationalspielers und dreifachen Bundesliga-Torschützenkönigs Ulf Kirsten. „Benny“, wie er in seinem Umfeld genannt wird, wohnt mit seiner Familie in Bannewitz bei Dresden. Er ist mit seiner rund drei Jahre jüngeren Frau Sarah verheiratet. Standesamtlich heirateten sie im Mai 2012 in Dresden im Freundes- und Familienkreis. Am 29. Dezember 2011 kam ihre gemeinsame Tochter zur Welt.
Seit August 2020 ist Kirsten Co-Kommentator und Experte des MDR bei Übertragungen von Spielen der Regionalliga Nordost.
Nach seinem Karriereende hat er im Sommer 2021 eine Umschulung zum Sportfachwirt begonnen und arbeitet seitdem wieder für Dynamo Dresden.
Kirsten ist beruflich zudem Geschäftsführer der DerSchwatte GmbH, welche Gin produziert und verkauft. In der Firma sind auch seine Frau Sarah und seine Eltern Ulf sowie Diana aktiv. Ein Teil der Einnahmen kommt unter dem Motto „Gin für Bolzplätze“ der Bolzplatz-Aktion der Ulf-Kirsten-Stiftung zugute.

## Soziales Engagement
Mit dem Reinerlös seiner Baseballmützenkollektion unterstützt Kirsten die soziale Einrichtung Sonnenstrahl e. V. Dresden, einen Förderverein für krebskranke Kinder. Für den er auch als Botschafter tätig ist.